# Wildpflanze

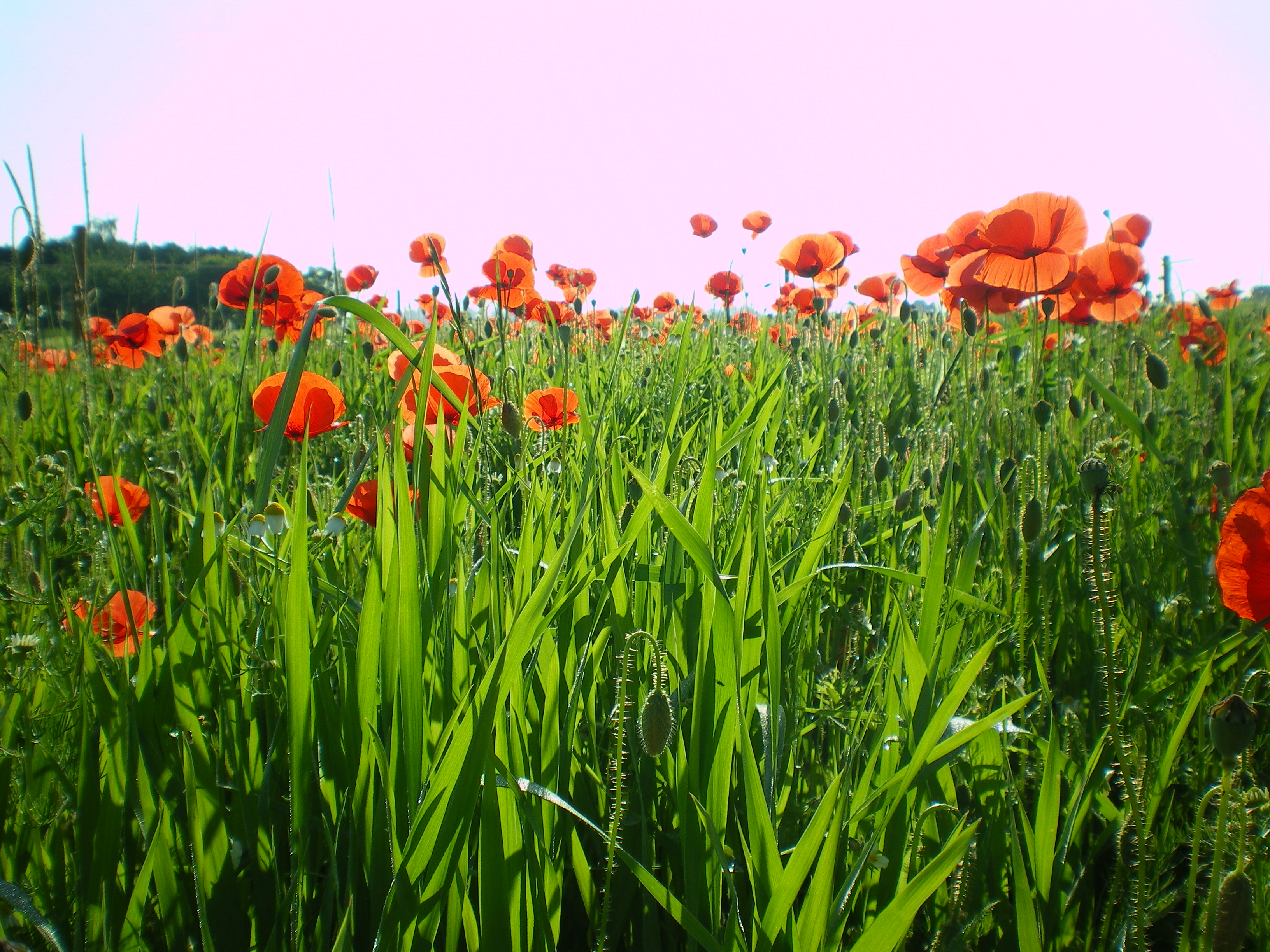
Wildpflanzen (u. a. Klatschmohn, Kamille, Ackerstiefmütterchen) als Beikräuter im Getreideanbau (hier: Einkorn)

Eine Wildpflanze oder wilde Pflanze ist eine Pflanze, die ihren Lebensraum in der Wildnis bzw. in der Natur hat und sich ohne menschliche Hilfe (zum Beispiel Bewässerung, Düngung oder Schädlingsbekämpfung) am Leben hält.
Im Unterschied zu den vom Menschen durch Zucht, d. h. durch Auslese, Kreuzung und sonstiger genetischer Manipulation, entwickelten Kulturpflanzen sind Wildpflanzen das Ergebnis andauernder evolutionärer Anpassung der Pflanzen an die Umweltbedingungen.

## Wildpflanzen als Standortindikatoren
Das Auftreten bestimmter Wildpflanzen mit relativ geringer ökologischer Potenz auf kultivierten wie auch nicht kultivierten Standorten kann Hinweise auf die Beschaffenheit des Bodens oder des Untergrundes, das Vorhandensein von Schadstoffen oder auf kultivierten Land Anzeichen für eine fehlerhafte Bewirtschaftung sein (sogenannte Zeigerpflanzen). So gilt zum Beispiel ein vermehrtes, flächenhaftes Auftreten von Breitwegerich auf Weiden als Indikator für einen Übersatz mit Tieren.

## Nutzung
Obwohl durch den Menschen seit der neolithischen Revolution zahlreiche Kulturpflanzenarten herangezogen wurden, nutzt er weiterhin Wildpflanzen in vielfältiger Art. Wildpflanzen dienen etwa als Bestandteile artenreichen Grünlands der Ernährung raufutterfressender Nutztiere und als Wildgemüse bzw. Wildkräuter auch unmittelbar der menschlichen Ernährung. Üblich ist auch weiterhin die Sammlung (zum Teil auch der Anbau in verschiedenen Gartentypen) von Wildpflanzen als Heilpflanzen. Im Landschaftsbau wird zunehmend zur Begrünung auf gebietseigene und standortgerechte Wildpflanzen zurückgegriffen, um u. a. zur Erhaltung der genetischen Vielfalt einer Vermischung von Kultur- und Wildpflanzen sowie der weiteren Etablierung von Neophyten entgegenzuwirken.